# Alang
Alang, es una localidad de la India en el distrito de Bhavnagar, estado de Guyarat.

## Geografía
Se encuentra a una altitud de 1 m s. n. m. a 255 km de la capital estatal, Gandhinagar, en la zona horaria UTC +5:30.

## Demografía
Según estimación 2011 contaba con una población de 21 349 habitantes.

## Importancia
Es conocido por ser uno de los mayores centros de desarme y reciclaje de barcos a nivel mundial.
Se considera que en Alang se desmantelan alrededor de la mitad de los buques puestos fuera de servicio alrededor del mundo, desde gigantescos barcos contenedores hasta ferries y cruceros, incluso barcos de combate, llevados hasta las playas de la localidad para ser desmantelados por miles de personas que subsisten vendiendo los restos y el metal en los mercados locales.
Estas naves son llevadas hasta las playas aprovechando la marea alta, y luego de ser varadas se procede con la labor de desmantelamiento, donde decenas de obreros desmantelan cada barco usando equipos rudimentarios y a veces sus propias manos, a menudo en medio de escasas condiciones de seguridad y un alto grado de contaminación al área circundante, situación que ha sido criticada por algunos organismos internacionales y defensores del medio ambiente. Decenas de miles de obreros subsisten con esta actividad, y contribuyen anualmente miles de toneladas de acero al mercado local.
Los desguazaderos de barcos están localizados en el Golfo de Khambat, 50 kilómetros al sureste de Bhavnagar. A partir de junio de 1983 comenzó a operar en dicha zona el negocio de desmantelamiento de barcos, lo cual cambió las playas de la zona, conocidas por ser prístinas y exuberantes. Aun así, trabajadores locales indican que dicha actividad provee ingresos aceptables de acuerdos con los estándares locales, indicando que dicha actividad contribuye al sustento de sus familias.